# Unterseeboot 585
L'Unterseeboot 585 ou U-585 est un sous-marin allemand (U-Boot) de type VIIC utilisé par la Kriegsmarine pendant la Seconde Guerre mondiale.
Le sous-marin fut commandé le 8 janvier 1940 à Hambourg (Blohm & Voss), sa quille fut posée le 1er octobre 1940, il fut lancé le 9 juillet 1941 et mis en service le 28 août 1941, sous le commandement du Kapitänleutnant Ernst-Bernward Lohse.
L'U-585 n'endommagea ou ne coula aucun navire au cours des 4 patrouilles (64 jours en mer) qu'il effectua.
Il fut coulé par mine flottante allemande à la dérive en mer de Barents, en mars 1942.

## Conception
Unterseeboot type VII, l'U-585 avait un déplacement de 769 tonnes en surface et 871 tonnes en plongée. Il avait une longueur totale de 67,10 m, un maître-bau de 6,20 m, une hauteur de 9,60 m et un tirant d'eau de 4,74 m. Le sous-marin était propulsé par deux hélices de 1,23 m, deux moteurs diesel Germaniawerft M6V 40/46 de 6 cylindres en ligne de 1 400 cv à 470 tr/min, produisant un total de 2 060 à 2 350 kW en surface et de deux moteurs électriques BBC GG UB 720/8 de 375 cv à 295 tr/min, produisant un total 550 kW, en plongée. Le sous-marin avait une vitesse en surface de 17,7 nœuds (32,8 km/h) et une vitesse de 7,6 nœuds (14,1 km/h) en plongée. Immergé, il avait un rayon d'action de 80 milles marins (150 km) à 4 nœuds (7,4 km/h; 4,6 milles par heure) et pouvait atteindre une profondeur de 230 m. En surface son rayon d'action était de 8 500 milles nautiques (soit 15 700 km) à 10 nœuds (19 km/h).
L'U-585 était équipé de cinq tubes lance-torpilles de 53,3 cm (quatre montés à l'avant et un à l'arrière) qui contenait quatorze torpilles. Il était équipé d'un canon de 8,8 cm SK C/35 (220 coups) et d'un canon antiaérien de 20 mm Flak. Il pouvait transporter 26 mines TMA ou 39 mines TMB. Son équipage comprenait 4 officiers et 40 à 56 sous-mariniers.

## Historique
Il reçut sa formation de base au sein de la 6. Unterseebootsflottille jusqu'au 1er décembre 1941 puis il intégra sa formation de combat dans cette même flottille.
Sa première patrouille fut précédée par un court passage à Trondheim et Neidenfjord. Il quitta Neidenfjord le 15 janvier 1942 pour les eaux arctiques, mais ne rencontra aucun succès.
Sa deuxième patrouille fut marquée par la perte d'un sous-marinier qui passa par-dessus bord, le Fahnrich zur Zee Eberhard Vollmer, le 5 février 1942 au sud de la Mer de Barents.
Le 24 mars 1942, l'U-585 est attaqué par trois navires ennemis au nord-est de Kirkenes. Les charges de profondeurs causent assez de dommages au tube lance-torpilles avant pour interrompre la patrouille.
Le 30 mars 1942, en opération contre le convoi PQ-13 au nord de la presqu'île de Kola, l'U-585 coula à la position 70° 10′ N, 34° 00′ E, après avoir touché une mine flottante allemande qui avait dérivé du champ de mines Bantos-A.
Les 44 membres d'équipage meurent dans ce naufrage.

### Fait précédemment établi
La perte de l'U-585 a d'abord été attribuée au HMS Fury, le 29 mars 1942 à la position 72° 15′ N, 34° 22′ E. Ce dernier a attaqué l'U-378, qui réussit à s'échapper.

## Affectations
- 6. Unterseebootsflottille du 28 août 1941 au 1er décembre 1941 (Période de formation).
- 6. Unterseebootsflottille du 1er décembre 1941 au 30 mars 1942 (Unité combattante).

## Commandement
- Kapitänleutnant Ernst-Bernward Lohse du 28 août 1941 au 30 mars 1942.

## Patrouilles
|       | Commandant                  | Départ           | Départ           | Arrivée          | Arrivée     | Jours    | Succès |
| ----- | --------------------------- | ---------------- | ---------------- | ---------------- | ----------- | -------- | ------ |
|       | Kptlt. Ernst-Bernward Lohse | 20 décembre 1941 | Kiel             | 27 décembre 1941 | Trondheim   | 8 jours  |        |
|       | Kptlt. Ernst-Bernward Lohse | 3 janvier 1942   | Trondheim        | 9 janvier 1942   | Neidenfjord | 7 jours  |        |
| 1     | Kptlt. Ernst-Bernward Lohse | 15 janvier 1942  | Neidenfjord (de) | 21 janvier 1942  | Kirkenes    | 7 jours  |        |
| 2     | Kptlt. Ernst-Bernward Lohse | 25 janvier 1942  | Kirkenes         | 21 février 1942  | Kirkenes    | 28 jours |        |
| 3     | Kptlt. Ernst-Bernward Lohse | 15 mars 1942     | Kirkenes         | 25 mars 1942     | Kirkenes    | 11 jours |        |
| 4     | Kptlt. Ernst-Bernward Lohse | 28 mars 1942     | Kirkenes         | 30 mars 1942     | Coulé       | 3 jours  |        |
| Total | Total                       | Total            | Total            | Total            | Total       | 64 jours | 0 t    |

Note : Kptlt. = Kapitänleutnant

### Opérations Wolfpack
L'U-585 opéra avec les Wolfpacks (meute de loups) durant sa carrière opérationnelle.
- Eiswolf (29-30 mars 1942)